# Enzima desramificadora del glucógeno
La enzima desramificadora del glucógeno (AGL) participa en la glucogenólisis desramificando las cadenas de glucógeno mediante las reacciones:
- Transferencia de un segmento de (1→4)-alfa-D-glucano a una nueva posición en un aceptor, que puede ser glucosa o un (1→4)-alfa-D-glucano.
- Hidrólisis de un enlace ramificado (1→6)-alfa-D-glucosídico del glucógeno.

La enzima incluye dos dominios, cada uno de ellos para las reacciones antes citadas. Es decir, tiene un dominio 4-alfa-glucanotransferasa (EC 2.4.1.25) y un dominio amilo-alfa-1,6-glucosidasa (EC 3.2.1.33).
La enzima actúa de la siguiente forma: En una ramificación límite (solo 4 residuos en la rama) la enzima rompe el enlace α(1→4) llevándose 3 de los cuatro residuos y posteriormente los une a otra rama más larga mediante un enlace glucosídico α(1→4). El residuo (1→6) que queda solo en la rama límite es hidrolizado a glucosa por la misma enzima.

## Isoformas
La enzima se presenta como un monómero que se localiza en el citoplasma. Es codificada por un gen situado en el cromosoma 1. Se conocen 6 isoformas. Las células del hígado, riñones y células linfoblastoides expresan predominantemente la isoforma 1; mientras que el músculo y el corazón no expresan solamente la isoforma 1, sino también las isoformas específicas del músculo (isoformas 2, 3 y 4). Las isoformas 5 y 6 están presentes en el hígado y en el músculo.

## Relevancia clínica
Los defectos en enzima desramificadora del glucógeno son causa de la enfermedad de almacenamiento de glucógeno tipo 3 (GSD3), también conocida como enfermedad de Forbes. La GSD3 es un desorden metabólico asociado con la acumulación de glucógeno anormal con cadenas exteriores cortas. Se reconocen cuatro tipos de GSD3:
- GSD3A. Los pacientes no tienen actividad de la enzima desramificadora del glucógeno en el hígado y músculo.
- GSD3B. Los pacientes no tienen actividad enzimática solamente en el hígado.
- Los casos raros en los que se pierde una de las dos actividades de la enzima, glucosidasa o transferasa, resultan en GSD3C o GSD3D respectivamente.

La GSD3 se caracteriza por hepatomegalia, hipoglicemia, estatura baja y miopatía variable.